# Hochwanner
Der Hochwanner (veraltet: Kothbachspitze) ist ein Berg im Wettersteingebirge. Er ist mit 2744 m ü. NHN der nach der Zugspitze zweithöchste Berg Deutschlands (sofern man den noch höheren Schneefernerkopf und die ebenfalls geringfügig höheren Wetterspitzen nur als Nebengipfel der Zugspitze betrachtet).

## Lage
Der Hochwanner liegt auf der deutsch-österreichischen Staatsgrenze zwischen Garmisch-Partenkirchen und Leutasch. An seiner Nordflanke (Deutschland) verläuft das von der Partnach durchflossene Reintal, an der Südflanke (Österreich) mündet der Kotbach in die Leutascher Ache (Gaistal).
Der Hochwanner ist der höchste Gipfel im Wettersteinhauptkamm, welcher vom Gatterl bis zur Oberen Wettersteinspitze oberhalb Mittenwalds in West-Ost-Richtung herüberzieht. Vom Hochwanner-Massiv herab bietet sich eine prächtige Rundumsicht ins Reintal, ins österreichische Leutaschtal, ins Gaistal, auf die Zugspitze, die Mieminger Kette, den Jubiläumsgrat, das Karwendelgebirge und weit in die Zentralalpen hinein.
Der Hochwanner ist trotz seiner großen Höhe und seiner spektakulären, über 1400 m abfallenden Nordwand (einer der höchsten Felswände in den gesamten nördlichen Kalkalpen) ein relativ unbekannter Berg geblieben. Dies ist auf seine unzugängliche, hinter Alpspitze und Höllentalspitze verdeckte Lage zurückzuführen. Fälschlicherweise wird daher oftmals der deutlich bekanntere, jedoch weniger hohe Watzmann als zweithöchster Berg Deutschlands bezeichnet.
Da der Hochwanner-Gipfel genau auf der Staatsgrenze liegt, bildet er mit 2744 m ü. A. auch gleichzeitig die höchste Erhebung der Gemeinde-Gemarkung der Tiroler Gemeinde Leutasch. Das Gipfelkreuz wurde von einer Leutascher Spender-Familie aufgestellt.

## Besteigung
Der leichteste Gipfelanstieg erfolgt von Süden über das zwischen Steinernem Hüttl und Rotmoosalm nahe dem Predigtstuhl gelegene Mitterjöchl. Dieses erreicht man entweder über das Gaistal von Leutasch oder vom Gatterl aus. Von dort geht es teilweise weglos oder nur als schwache Spur kenntlich in gut zwei Stunden über steile Rasenflächen, später über eine kurze Kletterstelle (bis I auf der UIAA-Skala) und dann überwiegend über steile, mühsame Schutthänge auf den Gipfel. Die Route ist spärlich mit Steinmännern markiert.
Die Nordwand gilt als eine atemberaubende, sehr lange und anspruchsvolle Klettertour.
Siehe auch: Große Nordwände der Alpen

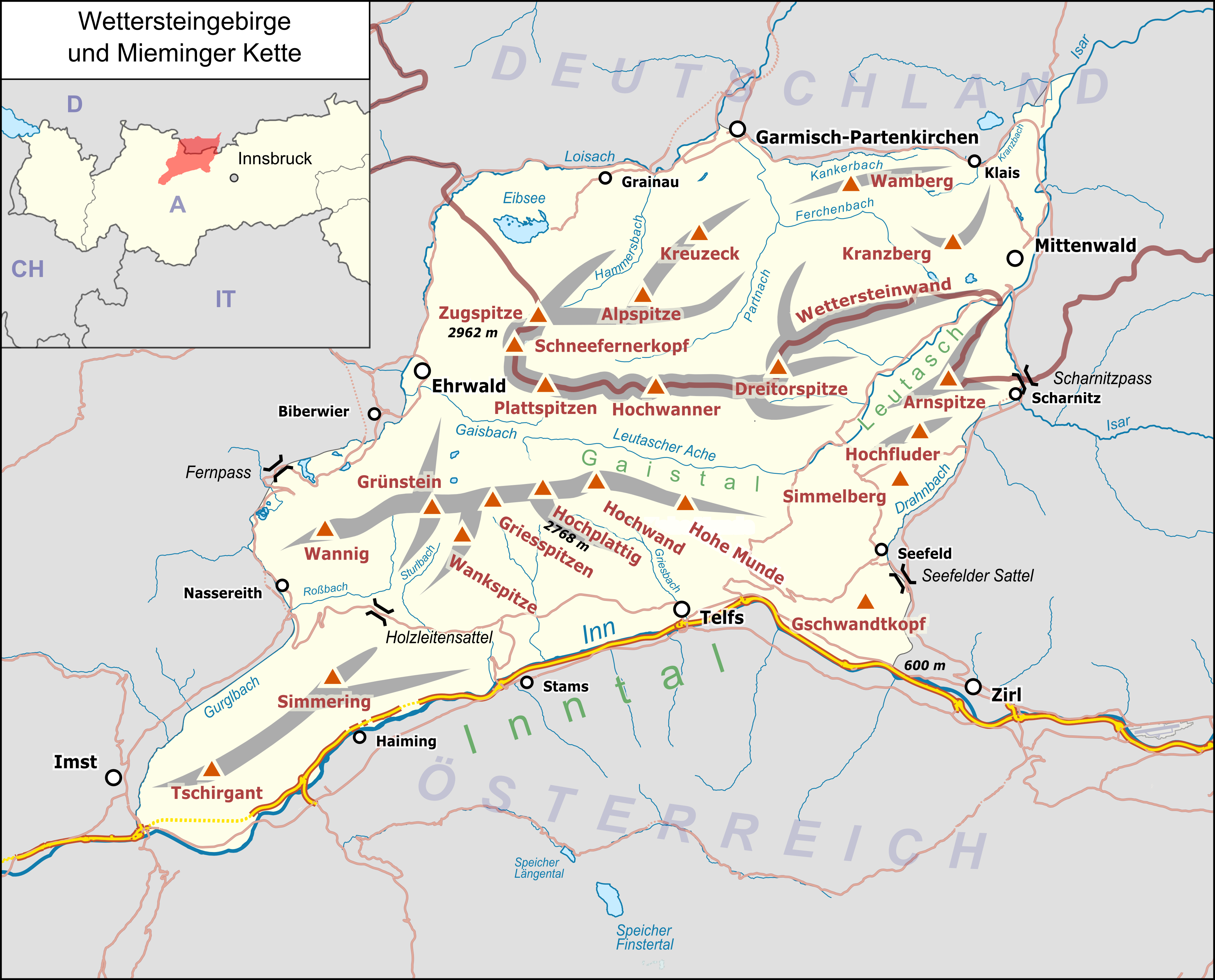
Wettersteingebirge und Mieminger Kette
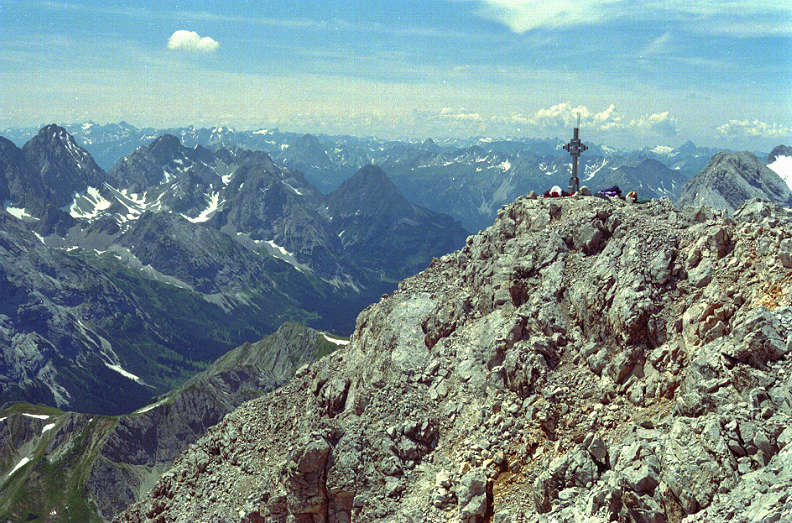
Blick vom Gipfel des Hochwanner nach Westen
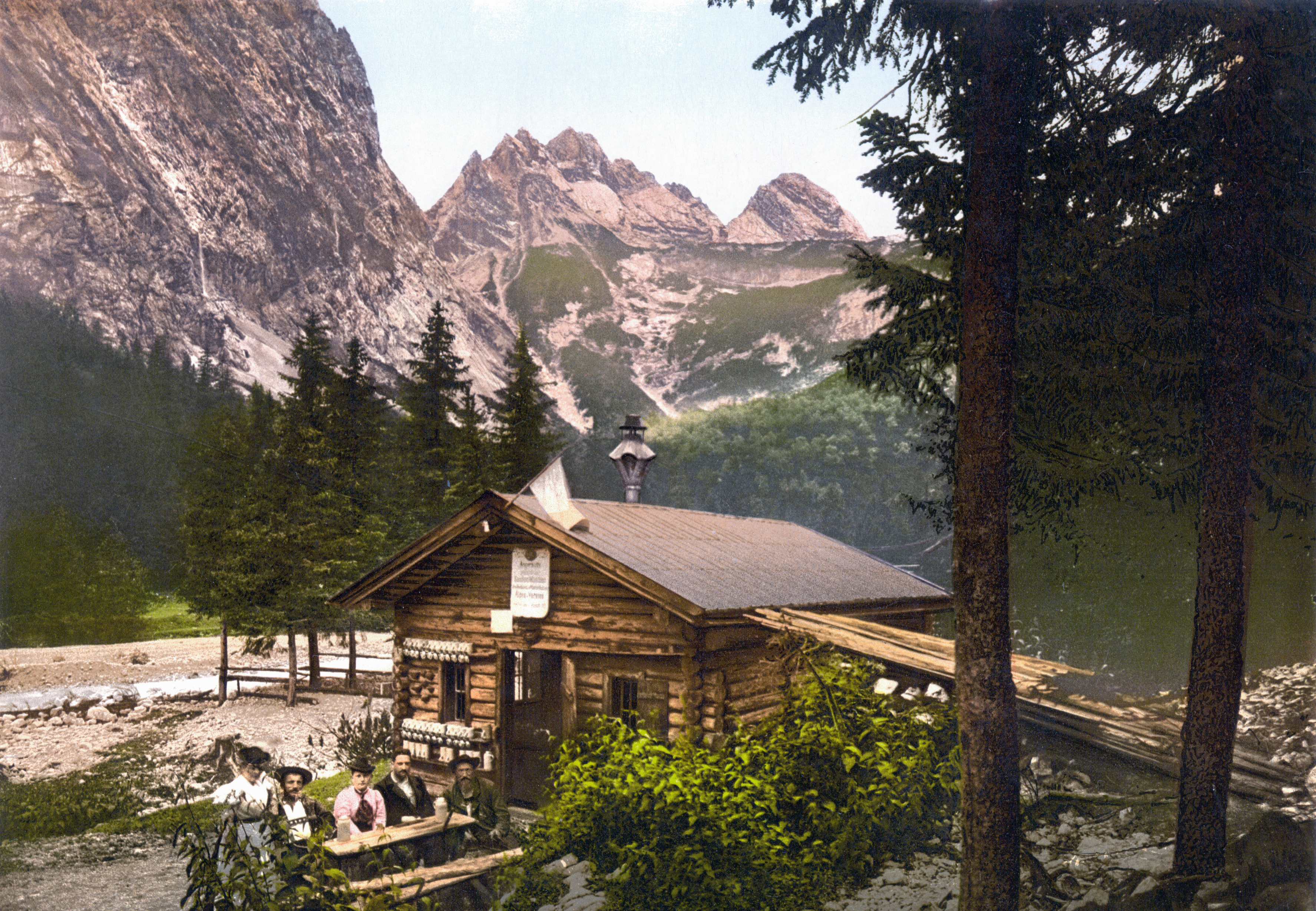
Reintal unterhalb des Hochwanner um 1900
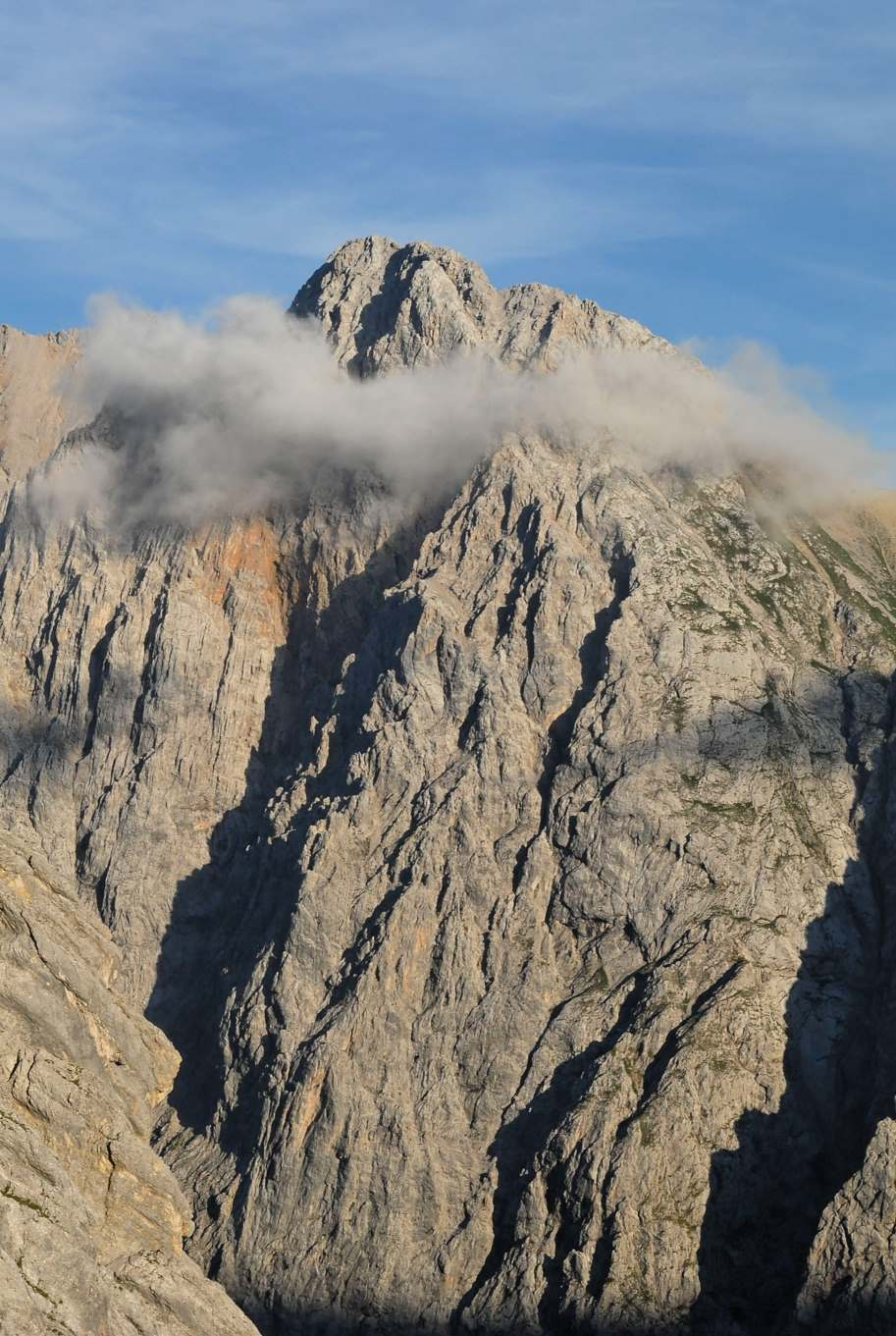
Die Hochwanner-Nordwand
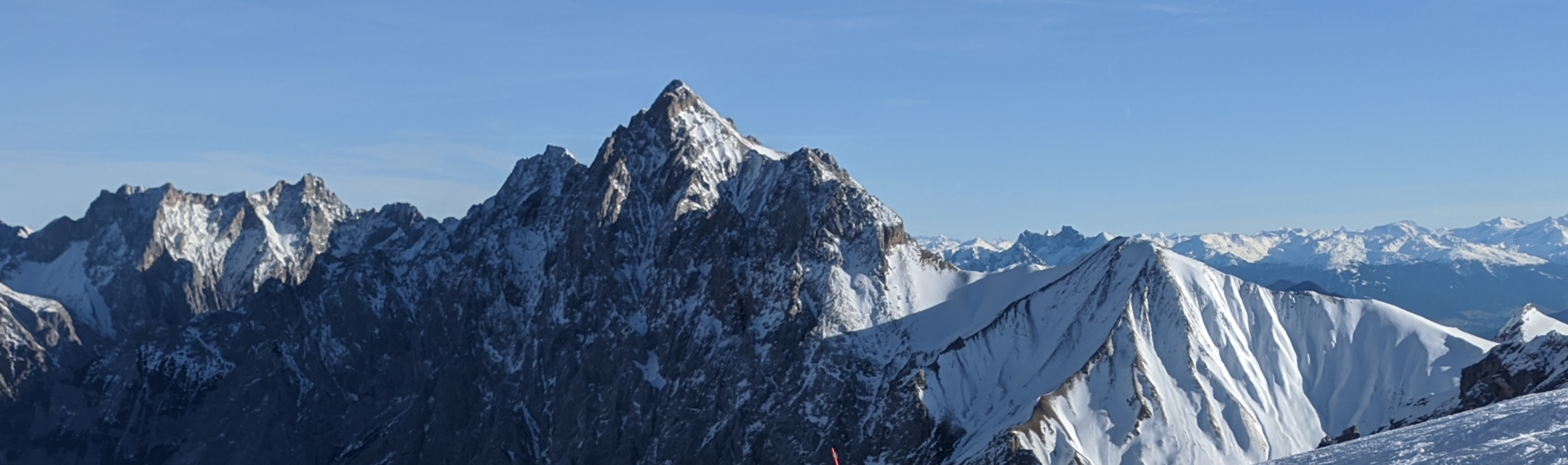
Hochwanner aus Westnordwest

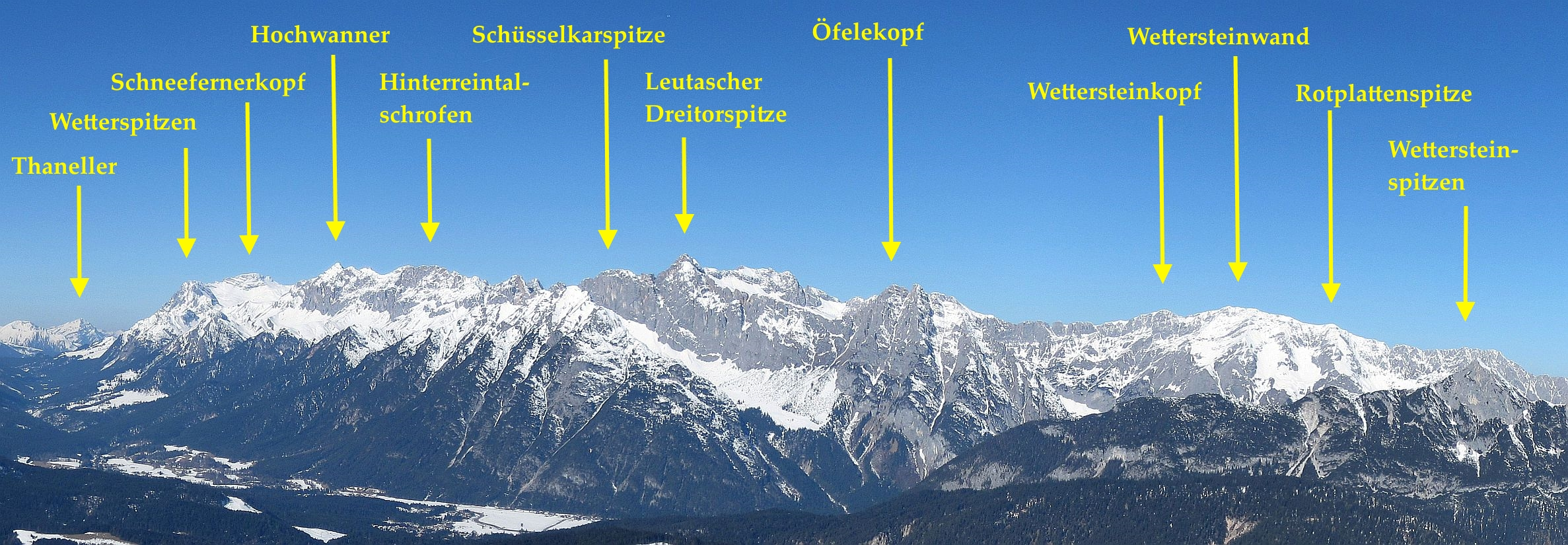
Der Hochwanner im Wetterstein-Hauptkamm